# Fierrabras
Fierrabras es una ópera en tres actos escrita por el compositor austriaco Franz Schubert en 1823, con libreto de Josef Kupelweiser, gerente del teatro Kärntnertor (teatro de Ópera de la corte de Viena). Está inspirada en el personaje que aparece en las leyendas del ciclo carolingio, el caballero sarraceno Fierabrás, hijo del almirante Balán, rey de Al-Ándalus, y el argumento gira en torno a su conversión al cristianismo y también sobre la relación amorosa entre su hermana y el paladín de Carlomagno, Guy de Borgoña.

## Historia
El 7 de mayo de 1835 (siete años después de la muerte de Schubert), en el Theater in der Josefstadt de Viena, se puso en escena una versión de concierto de varios números. Se considera que la obra se resiente de un libreto extremadamente débil. Su primera representación escénica íntegra no tuvo lugar hasta el 9 de febrero de 1897, a pesar "de la magnífica música de la partitura de Schubert", cuando se ofreció en el Hoftheater Karlsruhe bajo la dirección de Felix Mottl. La representación de 1897 fue editada por Mottl para los gustos de la época, de manera que algunas escenas fueron cortadas, y se metió un interludio de ballet en la representación.

## Personajes
| Personaje                               | Tesitura     | Reparto del estreno, 9 de febrero de 1897 (Director: Felix Mottl) |
| --------------------------------------- | ------------ | ----------------------------------------------------------------- |
| Karl, rey de los francos                | bajo         | Philler                                                           |
| Emma, su hija                           | soprano      | Henriette Mottl-Standhartner                                      |
| Eginhard, uno de los caballeros de Karl | tenor        | Hermann Rosenberg                                                 |
| Roland, uno de los caballeros de Karl   | barítono     | Hans Pokorny                                                      |
| Ogier, uno de los caballeros de Karl    | tenor        | Wilhelm Guggenbühler                                              |
| Boland, líder moro                      | barítono     | Fritz Plank                                                       |
| Fierrabras, hijo de Boland              | tenor        | Emil Gerhäuser                                                    |
| Florinda, hija de Boland                | mezzosoprano | Pauline Mailhac                                                   |
| Maragond                                | mezzosoprano | Christine Friedlein                                               |
| Brutamonte                              | bajo         | Carl Nebe                                                         |
| Damas, caballeros, soldados             |              |                                                                   |